# Plectiscidea pseudoproxima
Plectiscidea pseudoproxima är en stekelart som först beskrevs av Gabriel Strobl 1904.  Plectiscidea pseudoproxima ingår i släktet Plectiscidea och familjen brokparasitsteklar. Inga underarter finns listade i Catalogue of Life.